# The Little Girl Next Door (film 1912 Edison)
The Little Girl Next Door è un cortometraggio muto del 1912. Il nome del regista è controverso: appare o come Ashley Miller o come J. Searle Dawley.

## Produzione
Il film fu prodotto dalla Edison Company.

## Distribuzione
Distribuito dalla General Film Company, il film - un cortometraggio in una bobina - uscì nelle sale cinematografiche degli Stati Uniti il 24 settembre 1912.
Non si conoscono copie ancora esistenti della pellicola che viene considerata presumibilmente perduta.